# Aucupio
L'aucupio è una tecnica di caccia agli uccelli di piccole dimensioni mediante l'uso di trappole di varia natura.

## Etimologia
Il termine aucupio deriva dal termine latino aucupium, formato da avis (uccello) e capere (prendere).

## Tecniche di aucupio
Esistono numerose tecniche di aucupio, molte delle quali elaborate in epoca rinascimentale, quando l'uso di questa metodologia di cattura degli uccelli divenne molto diffuso fra i nobili, che lo utilizzavano per fare sfoggio del loro ingegno realizzando trappole astute ma spesso crudeli: da citare la ragnaia, la prodina, il paretaio, la bressana, il roccolo, la chiusa e le panie.

## Normativa
Tale pratica è vietata su tutto il territorio italiano in ottemperanza alla Legge 11 febbraio 1992, n. 157, articolo 3, in materia di "Norme per la protezione della fauna selvatica omeoterma e per il prelievo venatorio.":
(Articolo 3 - Divieto di uccellagione)